# Ugo D'Orsi
Ugo D'Orsi (Rio de Janeiro, 28 de julho de 1897 – Los Angeles, 12 de fevereiro de 1964) foi um animador brasileiro, conhecido por seu trabalho na Walt Disney Studios. Trabalhou nos efeitos especiais de Branca de Neve e os Sete Anões, Fantasia, Pinóquio e Bambi.